# Historia Zagórza

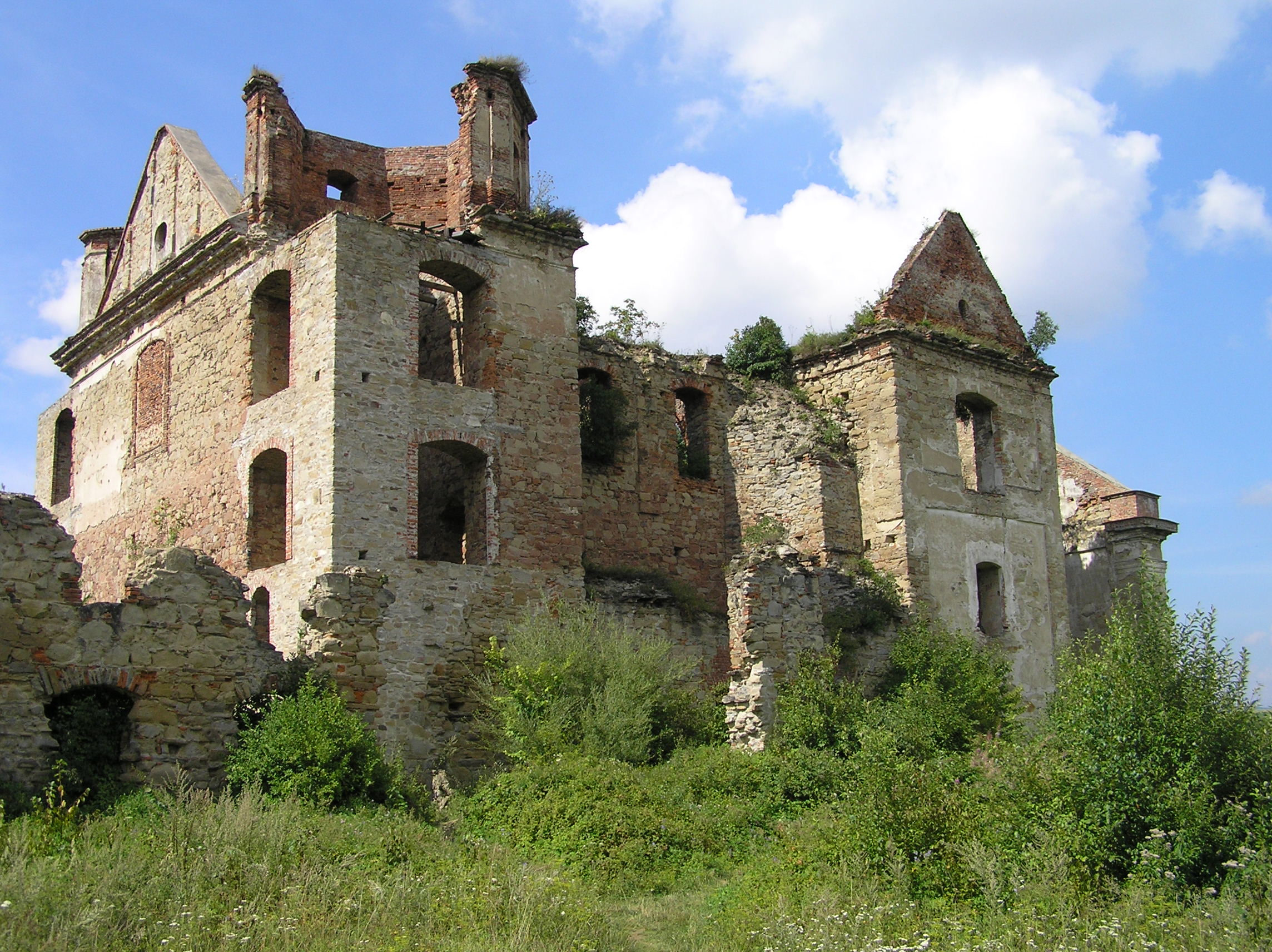
Ruiny klasztoru karmelitów bosych w Zagórzu

Zagórz jako wieś założono w XIV wieku. W roku 1343 była tu już kaplica filialna parafii w Porażu. Pierwsze wzmianki odnotowują osadę o nazwie Sagorsze, Sogorsch do roku 1505 in districto sanociensis. 
W 1412 właścicielem Zagórza był Jan z Tarnawy (Tarnawa). Własność szlachecka Mikołaja z Tarnawy (Tarnawski). Spory sądowe Tarnawskich z Kmitami z Sobnia. W roku 1449 Jan Steczkowicz z Tarnawy Tarnawski zapisał część ze swych dóbr w wysokości 300 grzywien swojej żonie Zofii we wsiach Czaszyn, Tarnawa, Poraż, Osławica, Zagórz, Wielopole (obecnie część Zagórza), Łukowe i Serednie (obecnie Średnie Wielkie). Tarnawscy jako właściciele Zagórza byli również posiadaczami dóbr w Karlikowie, Płonnej, Wielopola, części Wysoczan, Smolnika, Łukowego. 
Od roku 1490 Zagórz był własnością Piotra Kmity z Wiśnicza starosty spiskiego. W następnych latach w Zagórzu mieścił się dwór panów Tarnawskich. W roku 1505 dzierżawcą królewskim wsi Zagórz był Rafał Komarnicki. Kolejni więksi właściciele ziemscy to Stadniccy Andrzej Samuel Stadnicki ((zm. 1678) kasztelan lubaczowski, potem przemyski), Ossolińscy i Łobaszewscy Łada (herb szlachecki), Krasiccy, Franciszek Truskolaski, Wincenty Rylski, dr Erazm Łobaczewski, Stanisław Łobaczewski, Zygmunt Łobaczewski, baron Adam Gubrynowicz.
W roku 1710 w Zagórzu nad Osławą hr. Jan Adam Stadnicki wojewoda wołyński, zbudował obronny klasztor-twierdzę oo. Karmelitów, od 1713 również jako klasztor szpital dla inwalidów wojennych. 29 listopada 1772 roku w klasztorze miał miejsce pierwszy pożar. Ukryli się tu i bronili konfederaci barscy przed ostrzeliwaniem, a wojska rosyjskie oblegały klasztor. "Teresa z hrabiów na Żmigrodzie Stadnickich, herbu Śreniawa, Ossolinska, Wojewodzina, Wołynska w Rymanowie, zmarła dn. 6 maja 1776 r. w Zagórzu u OO. Karmelitów pochowana" (według tablicy w kościele w Lesku). Klasztor został zamknięty dekretem zaborczym, cesarza Józefa II, w roku 1789. Pod koniec roku 1830 pożar zniszczył klasztor.
W połowie XIX wieku właścicielami posiadłości tabularnej Zagórz byli Wincenty i Magdalena Rylscy. W 1905 Stanisław Łobaczewski posiadał we wsi obszar 531,7 ha. W 1911 właścicielem tabularnym był Zygmunt Łobaczewski i wspólnicy, posiadający 525 ha.
W polskiej literaturze XIX wieku Zagórz oraz klasztor zasłynęły dzięki Zygmuntowi Kaczkowskiemu, który w cyklu powieści Ostatni z Nieczujów opisał znajdujący się w nim legendarny grób Nieczui. W roku 1880 wieś liczyła 1639 mieszkańców (w tym Polaków, Rusinów, Niemców i Anglików), oraz 205 domów. Przed rokiem 1876 była tu już stacja kolejowa i dworzec na tzw. Nowym Zagórzu. Linia kolejowa obsługiwała kierunki do Łupkowa po Medzilaborce, oraz Sanok i Chyrów. Zagórz ma dwa dworce kolejowe obsługujące dwie niezależne linie. W roku 1872 Zagórz podłączono do Pierwszej Węgiersko-Galicyjskiej Drogi Żelaznej (Budapeszt-Łupków-Stary Zagórz-Przemyśl), a w roku 1884 do Galicyjskiej Kolei Transwersalnej (Stróże-Jasło-Krosno-Sanok-Nowy Zagórz).
W roku 1914 wieś liczyła 2400 mieszkańców (w tym 1200 Polaków, 600 Żydów oraz pozostałe społeczności). Jeszcze przed rokiem 1914 miejscowa ludność pracowała w licznych kopalniach ropy naftowej znajdujących się na terenie wsi. W okresie walk polsko-ukraińskich w roku 1918 w Zagórzu zorganizował się Komitet Obrońców Węzła Zagórskiego, składający się z kolejarzy oraz członków Sokoła. W tym też okresie zagórscy kolejarze we własnym zakresie zbudowali pociąg pancerny, który utrzymywał "porządek" na odcinku linii kolejowej Zagórz – Szczawne – Komańcza – Łupków.

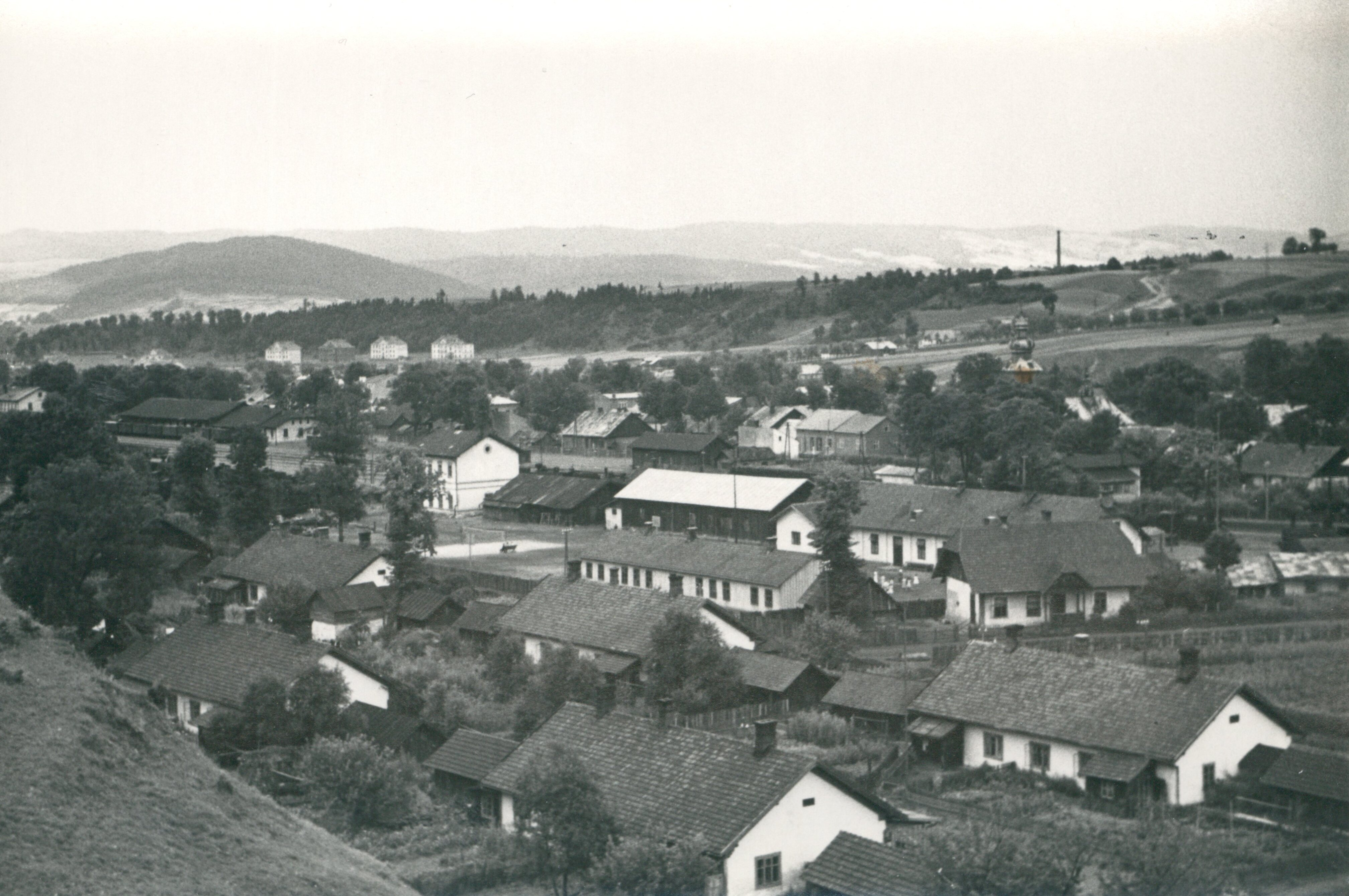
Widok Zagórza, przed 1936
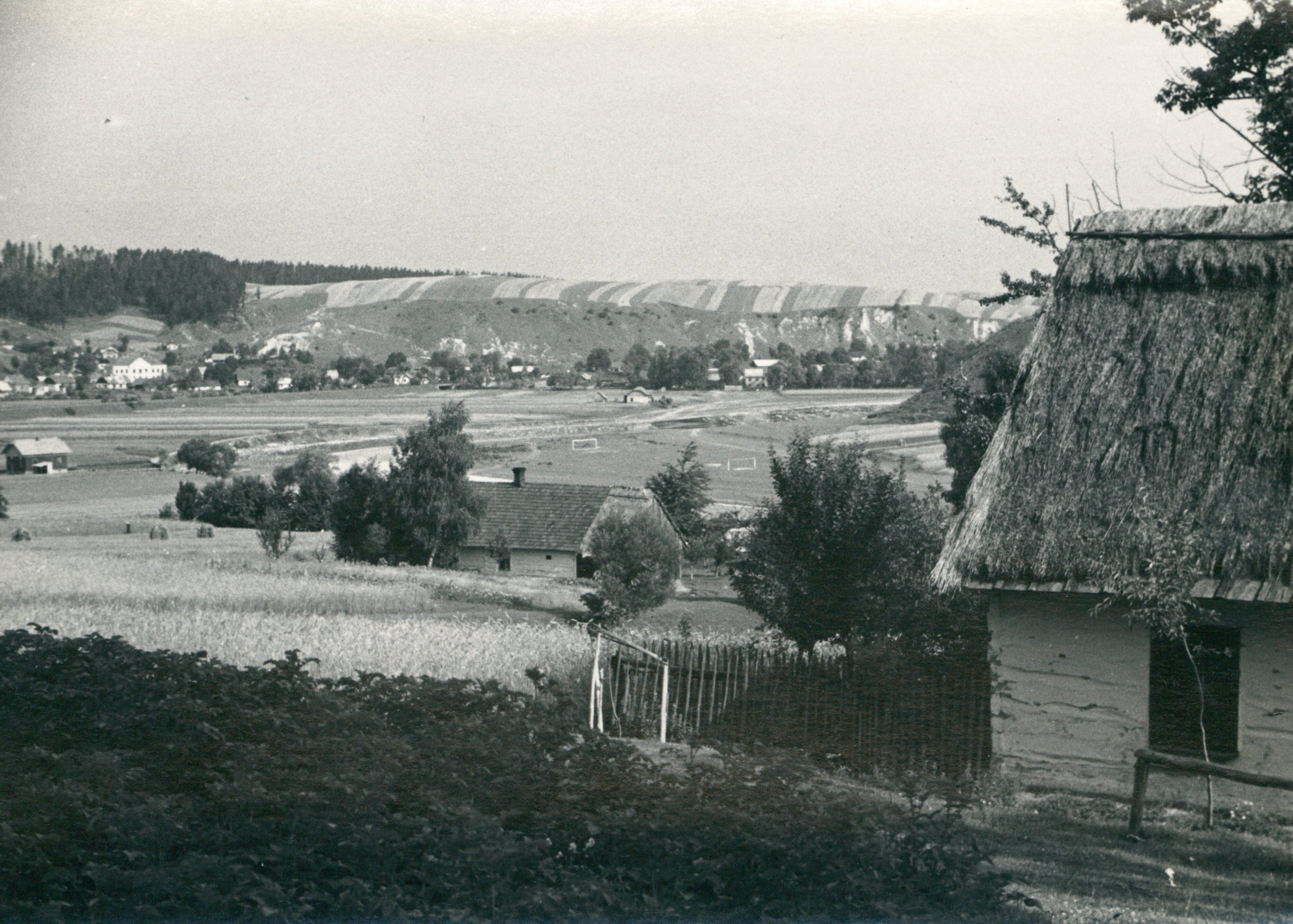
Zagórz, przed 1936
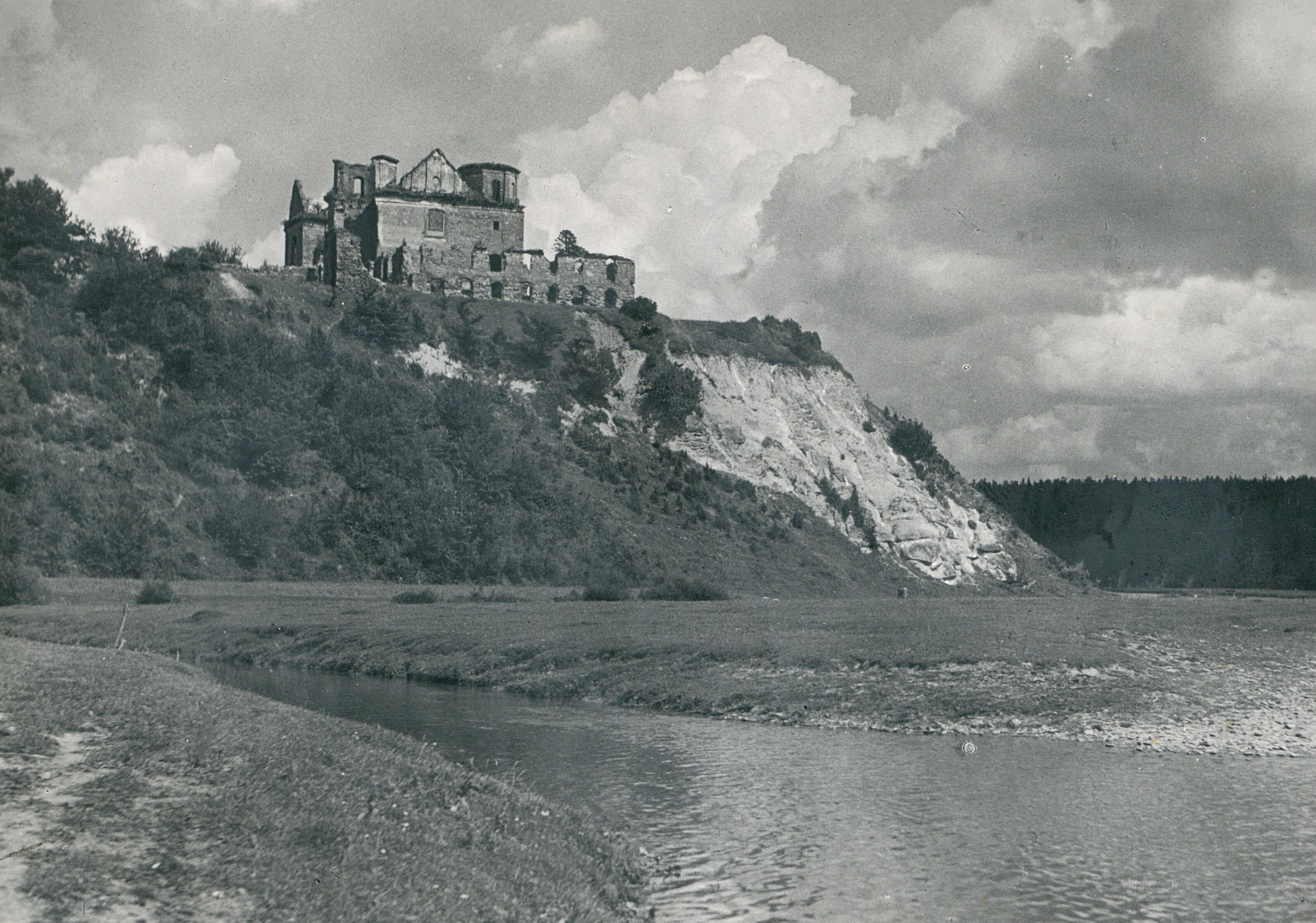
Osława i ruiny klasztoru, 1939
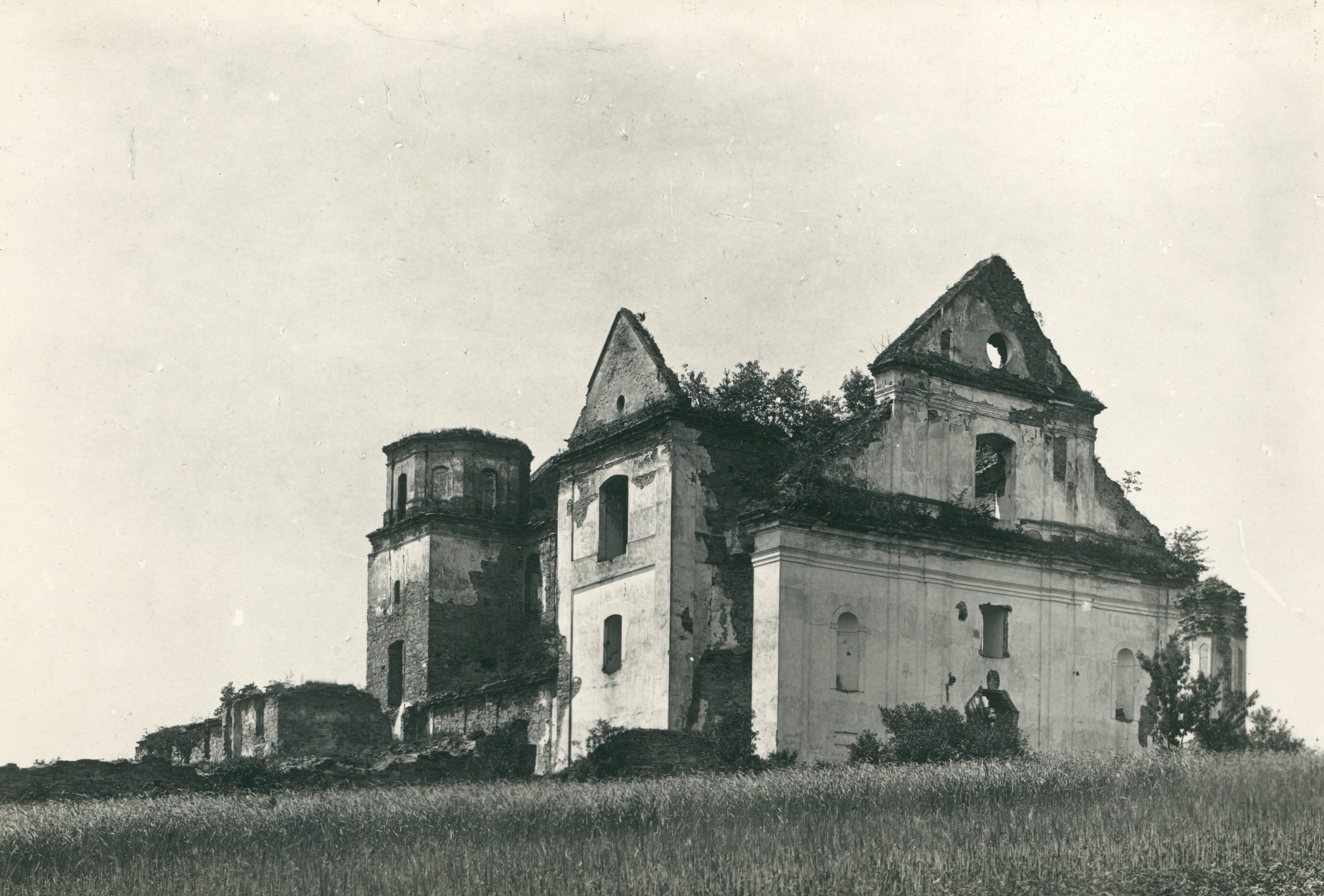
Ruiny klasztoru karmelitów, około 1905
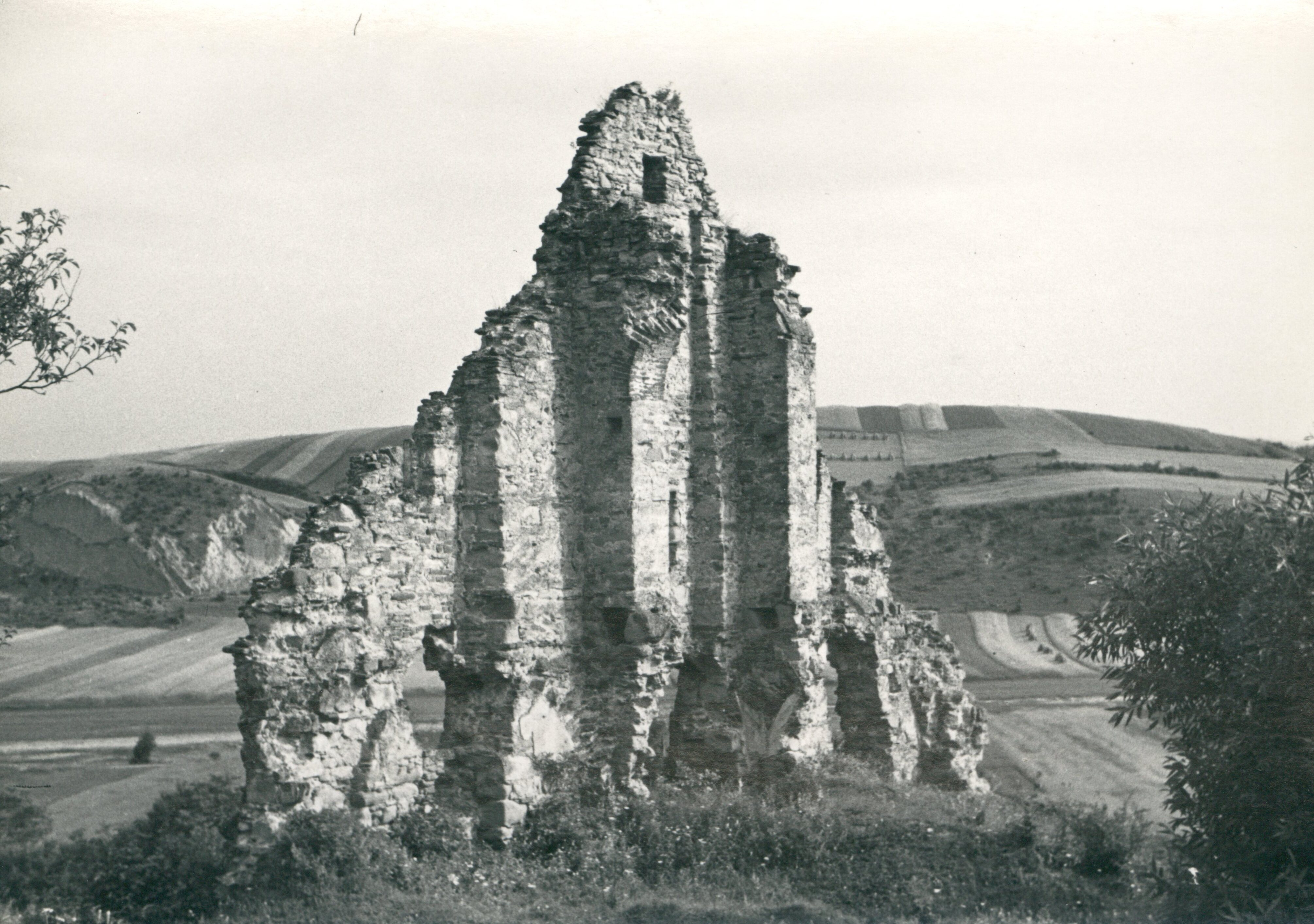
Grób Nieczui

## II wojna światowa
1 września 1939 - powstał w Zagórzu Ochotniczy Pluton Samoobrony w celu ochrony linii kolejowej, którego członkowie wspierali m.in. ewakuację ludności.Walki obronne z nacierającymi wojskami hitlerowskimi toczyła 3 Brygada Górska dowodzona przez płk. Jana Kotowicza wchodząca w skład grupy operacyjnej gen. bryg. Kazimierza Łukoskiego. W dniu 9 września 1939 r. przez Lesko do Ustrzyk wycofywali się żołnierze batalionu Obrony Narodowej "Sanok" (dowódca batalionu kpt. Tadeusz Kuniewski) i toczyli walki w celu opóźnienia marszu Niemców na wschód. Do 12 września 1939 Zagórza bronił Ochotniczy Pluton Samoobrony.
12 września 1939 po agresji Niemiec na Polskę, wkroczyły do Zagórza jednostki Wehrmachtu, radośnie witane przez ukraińskich nacjonalistów..
W Zagórzu działała w czasie wojny Placówka Zagórz nr X. OP-23, AK, którą dowodził Alojzy Bełza ps. „Alik” od V 1943 do I 1944 prowadząc działalność dywersyjną i sabotażową. W konspirację zaangażowani była – Olga Sulimirska, właścicielka dworu w Zasławiu, (gdzie był obóz pracy przymusowej) i rodziny Krasickich i Gubrynowiczów a ich zameczek, przy drodze do Poraża, był ważnym ogniwem akowskiej konspiracji w Obwodzie Sanok. Proboszcz – Ks. Władysław Wójcik – za pomoc udzielaną dla AK i uciekinierom został aresztowany i wywieziony do Oświęcimia. Od stycznia 1944 r. Placówką tut. AK dowodził ppor. Stanisław Żebrowski „Zebra”. 
13 września 1944 r. wieś została zdobyta przez oddziały radzieckie wchodzące w skład 30 i 107 korpusu armijnego 1 armii gwardii. Kwatera poległych żołnierzy sowieckich znajduje się w dzielnicy Nowy Zagórz.